# Marcinków (gromada)
Marcinków – dawna gromada, czyli najmniejsza jednostka podziału terytorialnego Polskiej Rzeczypospolitej Ludowej w latach 1954–1972.
Gromady, z gromadzkimi radami narodowymi (GRN) jako organami władzy najniższego stopnia na wsi, funkcjonowały od reformy reorganizującej administrację wiejską przeprowadzonej jesienią 1954 do momentu ich zniesienia z dniem 1 stycznia 1973, tym samym wypierając organizację gminną w latach 1954–1972.
Gromadę Marcinków z siedzibą GRN w Marcinkowie utworzono – jako jedną z 8759 gromad na obszarze Polski – w powiecie opoczyńskim w woj. kieleckim, na mocy uchwały nr 13g/54 WRN w Kielcach z dnia 29 września 1954. W skład jednostki weszły obszary dotychczasowych gromad Marcinków, Chełsty, Siedlów, Antoniów, Myślibórz, Tomaszów, Kamieniec i Malenie ze zniesionej gminy Machory w tymże powiecie. Dla gromady ustalono 13 członków gromadzkiej rady narodowej.
31 grudnia 1959 do gromady Marcinków przyłączono wieś Widuch i osadę Wójtówka Dębiny ze zniesionej gromady Ruszenice.
31 grudnia 1961 do gromady Marcinków przyłączono wsie Machory, Cegielnia, Maleniec, Jasion, Tama i Adamów oraz tereny byłego folwarku Machory ze zniesionej gromady Machory.
Gromada przetrwała do końca 1972 roku, czyli do kolejnej reformy gminnej.